# Zubron

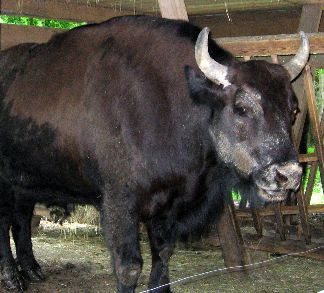
Zubron

Lo zubron  (in polacco żubroń, AFI: [ˈʐubrɔɲ] ) è un ibrido interspecifico fra bovini domestici e il bisonte europeo. È analogo al beefalo americano.

## Descrizione
Lo zubron è un animale molto pesante, il maschio arriva fino a 1200 kg e la femmina fino a 810 kg. Sono forti, resistenti alle malattie e tolleranti alle condizioni meteorologiche difficili.

## Storia
Lo Zubron nacque nel 1847 per opera dello scienziato polacco Leopold Walicki. Fino al 1859 allevò circa 15 esemplari. Poi la sua opera fu continuata dall'URSS. Lo scopo principale della nascita di quest'ibrido fu quello di creare una specie che fosse utilizzata come cibo nelle zone desolate. Il nome gli fu attribuito 122 anni dopo, nel 1969, per via di un concorso lanciato dal giornale Przekroj. Lo "Zubron" vinse su 100 proposte.

## Riproduzione
I maschi della prima generazione sono sterili, le femmine sono fertili e possono essere incrociate con entrambe le specie parentali. I maschi nati da questi reincroci sono invece fertili.